# Équipe de France féminine de basket-ball à trois des 18 ans et moins
Actualités
L'Équipe de France féminine de basket-ball à trois des 18 ans et moins est la sélection des meilleures joueuses françaises de 18 ans et moins en basket-ball à trois.

## Sélection 2019
Entraînée par Anna Kotočová assistée d'Alexandra Arena , les Bleuettes ont remporté le bronze au championnat du monde qui s'est tenu à Oulan-Bator (Mongolie) . Mariama Daramy (Angers Union Féminine Basket 49, née le 11/08/2002), Lisa Dufon (Rezé Basket 44, 19/04/2002), Axelle Mikorek Fuentes (Pays Voironnais Basket Club, 13/12/2002) et Maye Toure (Tango Bourges, 43/2002)  se sont inclinées en demi-finale face aux Américaines, futures championnes avant de décrocher le bronze contre la Chine,.
Lundi 3 juin
- France - Philippines 22-2
- France - Pays-Bas 15-2

Mercredi 5 juin
- République Tchèque - France 12-17
- Mongolie - France 9-18

Vendredi 7 juin
- Quart de finale - France - Mexique : 16-9
- Demi-finale - États-Unis - France : 21-11
- 3e place - France - Chine : 15-13

## Sélection 2018
En août et septembre 2018, les Bleuettes ont remporté l'argent au championnat d'Europe qui s'est tenu en Hongrie. Sophie Benharouga, Sirine Mehadji, Emma Peytour et Diaba Konate (nommée dans le meilleur trio du tournoi) se sont inclinées en finale 4 à 12 contre les Belges.
Vendredi 31 août
France - Israël (15 - 7)
France - Lettonie (11 - 12)
Dimanche 2 septembre 
Quart de finale :  Ukraine - France (16 - 18)
Demi - finale :  France - Russie (20 - 15)
Finale : France - Belgique (4 - 12)

## Sélection 2017
En août 2017, les Bleuettes ont remporté l'or du tournoi qualificatif de Szolnok en Hongrie pour le championnat d'Europe qui se tiendra du 1er au 3 septembre en Hongrie à Debrecen. Blanche-Jessica Mavambou, Mathilde Peyregne, Sarah Saint-Martin et Sarah Shematsi se sont imposées en finale 11 à 7 contre la République tchèque.
Samedi 5 août  :
- Filles : France - Israël : 18-5 ;
- Filles : France - Estonie : 15-1.

Dimanche 6 août : 
- Filles - Quart de finale : France - Belgique : 17-15 ;
- Filles - Demi-finale : France - Hongrie : 20-10 ;
- Filles - Finale : France - République Tchèque : 11-7.

## Sélection 2016
Composée de Diene Diane (Angers), Astou Gaye (Toulouse), Johana Lukoki (Lattes-Montpellier) et de Sarah Shematsi (Toulouse), l'équipe entraînée par Julien Egloff dispute le Mondial U18 au Kazakhstan. Dans la poule C, les Bleues battent Andorre (21-6) et la Tunisie (19-9) lors la première journée. Le lendemain, les Bleues dominent largement les  Émirats arabes unis (21-0) et la Chine (15-3) et se qualifient pour les quarts de finale. En quart de finale, les Bleuettes ne s'imposant d'un petit point (13-12) face aux Néerlandaises, tout comme contre l'Espagne (15-14) avec un apport considérable d'Astou Gaye. En finale, elles disposent facilement des États-Unis (21-12) pour la seconde année consécutive et une nouvelle médaille d'or.
La même sélection remportent ce tournoi de qualification du championnat d'Europe prévu du 9 au 11 septembre à Debrecen grâce à trois succès : 13-11 contre l'Autriche en quart de finale, 12-7 contre Israël en demi et 19-15 contre la Lituanie en finale. Dans le groupe D, les Françaises s'imposent face aux Suisses 10 à 6 et aux Autrichiennes 19 à 8. En quart de finale, elle affrontent les Biélorusses. L'équipe dirigée par  assistée de Yann Julien remporte son quart 15 à 11, puis la demi-finale face à la République tchèque 9 à 7 puis la Hongrie 11 à 10 en finale. Astou Gaye est élue dans le meilleur cinq de la compétition.

## Sélection 2015
Lors du championnat du monde 2015 du 4 au 7 juin disposent 20 à 19 en finale des Américaines (Kristine Anigwe, Erin Boley, Natalie Chou et Arike Ogunbowale). L’équipe de France était composée de Lisa Berkani, Alexia Chartereau, Maeva Djaldi-Tabdi et Francesca Dorby.
Organisé du 21 au 23 août le Championnat d’Europe à Minsk (Biélorussie) est précédé d'un tournoi qualificatif à Riga en Lettonie les 1er et 2 août, en concurrence avec la préparation des équipes du tournoi de 5×5, obligeant à constituer une sélection élargie. Membre du staff, Irène Ottenfof explique : « La stratégie de la Fédération c’est de mettre une priorité sur le 5×5 qui est la discipline phare, et nous le cautionnons à 100%, mais avec une vraie réflexion globale avec les mêmes joueuses pour le 3×3 et le 5×5. Donc de notre côté, nous essayons de chercher les joueuses qui sont peut-être un peu plus profilées pour le 3×3 et qui ne sont peut-être pas complètement prêtes à évoluer dans les équipes de France 5×5.. »

## Sélection 2013
Les Bleues tombent en quarts de finale face aux États-Unis, qui remporteront le tournoi et se classent cinquièmes du championnat du monde organisé en Indonésie
Sélection : Marie-Michelle Milapie, Clémentine Morateur, Bérengère Dinga-Nbomi, Fleur Devillers
Remplaçantes : Élise Fagnez et Laëtitia Guapo
Entraineurs : Richard Billant
Assistants : Cathy Melain et Gwenaël Pestel